# レイ・ズール

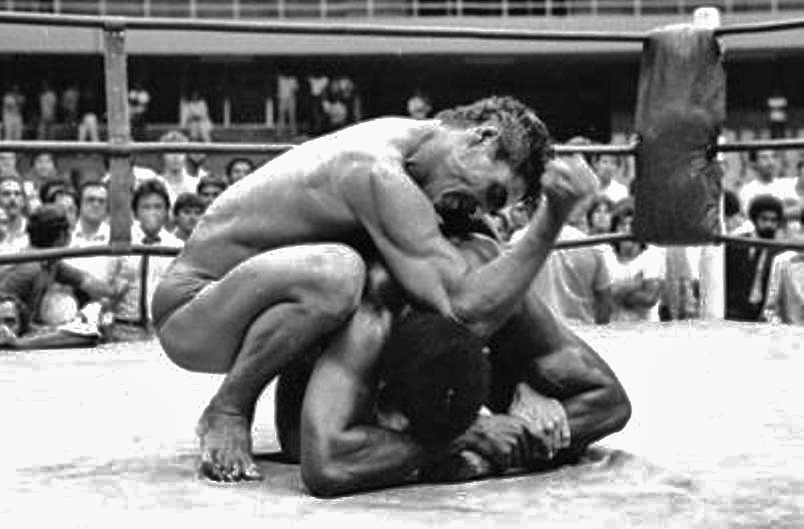
1980年、ヒクソン・グレイシー戦でのズール（下）

レイ・ズール（Rei Zulu、1946年6月23日 - ）は、ブラジルの男子総合格闘家。マラニョン州サン・ルイス出身。ズルジーニョの父。

## 来歴
1980年4月25日、ブラジルでヒクソン・グレイシーと対戦。攻勢に試合を進めたものの最後はチョークスリーパーで一本負け。バーリトゥード150連勝がストップし初黒星を喫した。
1986年、ヒクソン・グレイシーと再戦するも、再びチョークスリーパーで一本負けを喫した。
1997年4月6日、修斗で来日し、エンセン井上と対戦。バックマウントから肘打ちの連打によりTKO負けを喫した。

## 戦績
| 総合格闘技 戦績 | 総合格闘技 戦績 | 総合格闘技 戦績 | 総合格闘技 戦績 | 総合格闘技 戦績 | 総合格闘技 戦績 | 総合格闘技 戦績 |
| --------------- | --------------- | --------------- | --------------- | --------------- | --------------- | --------------- |
| 10 試合         | (T)KO           | 一本            | 判定            | その他          | 引き分け        | 無効試合        |
| 2 勝            | 0               | 2               | 0               | 0               | 0               | 0               |
| 8 敗            | 2               | 3               | 0               | 3               | 0               | 0               |

| 勝敗 | 対戦相手                         | 試合結果                          | 大会名                        | 開催年月日    |
| ×    | エンセン井上                     | 1R 0:45 TKO（グラウンドの肘打ち） | 修斗 II Reconquista           | 1997年4月6日  |
| ×    | エベンゼール・フォンテス・ブラガ | -                                 | Freestyle de Belem 1 【決勝】 | 1996年7月1日  |
| ×    | ヒクソン・グレイシー             | 1R チョークスリーパー             | Independent Event             | 1984年1月1日  |
| ×    | ヒクソン・グレイシー             | 1R 11:55 チョークスリーパー       | Independent Event             | 1980年4月25日 |